# Paolo Garbisi
Paolo Garbisi (Venezia, 26 aprile 2000) è un rugbista a 15 italiano, mediano d'apertura del Tolone.

## Biografia
Garbisi si formò rugbisticamente nelle giovanili del Mogliano, con cui esordì in Eccellenza nel 2018 non ancora maggiorenne. All'Accademia FIR nel 2018, disputò con la squadra federale la serie A di quella stagione e, dopo la trafila giovanile in U-17 e U-18, nel 2019 prese parte con l'U-20 a Sei Nazioni e campionato mondiale di categoria.
Dopo una stagione al Petrarca passò in Pro14 con il Benetton e a ottobre 2020 fu convocato per il recupero dell'incontro del Sei Nazioni contro l'Irlanda a Dublino, in occasione del quale debuttò in maglia azzurra con uno score personale di 12 punti.
Terminato l'impegno con Treviso, da luglio 2021 Garbisi è sotto contratto biennale con i francesi del Montpellier, con cui si è laureato campione francese nel 2022.
Quando suo fratello minore Alessandro ha esordito in nazionale il 1º luglio 2022, i due Garbisi sono diventati, otto anni dopo Mauro e Mirco Bergamasco, la prima coppia di fratelli italiani iscritti a referto in una gara internazionale.

## Palmarès
- Campionati francesi: 1
Montpellier: 2021-22
- Pro14 Rainbow Cup: 1
Benetton Treviso: 2020-21